# Chalazion
Chalazion är en cysta i ögonlocket orsakat av en inflammerad och blockerad fettkörtel. Till skillnad från en vagel är den vanligtvis inte smärtsam och orsakar inte akuta problem. Man hittar den oftast på insidan av ögonlocket medan en vagel oftast är placerad på kanten.